# Eleanor Roosevelt
Anna Eleanor Roosevelt (New York, 1884. október 11. – New York, 1962. november 7.) az Egyesült Államok first ladyje 1933-tól 1945-ig. Támogatta férje, Franklin D. Roosevelt kormányzati politikáját, a New Dealt, és az emberi jogok szószólója lett. Miután férje 1945-ben meghalt, Eleanor megmaradt szónoknak és politikusnak, és továbbra is támogatta a New Deal-koalíciót. Dolgozott a nők egyenjogúságáért.
Eleanor társalapítója volt a Freedom House nevű szervezetnek, és támogatta az ENSZ megalapítását. Harry S. Truman elnök „a világ first ladyjének” nevezte.

## Élete

Eleanor Franklinnel

Eleanor Roosevelt New Yorkban született, Elliott Roosevelt és Anna Rebecca Hall lányaként. Nevét anyai nagynénje, Anna Cowles után kapta, beceneve "Ellie" vagy a "Little Nell". Theodore Roosevelt amerikai elnök unokahúga volt.
Két testvére volt, Elliott Roosevelt Jr. (1889–1893) és Hall Roosevelt (1891–1941). Volt egy féltestvére is, Elliott Roosevelt Mann (meghalt 1941-ben), aki Katy Mannként született, és a család szolgaként alkalmazta. Édesanyja diftériába halt bele, amikor Eleanor nyolcéves volt, apja egy szanatóriumban halt meg kevesebb mint két évvel később. Bátyja, Elliott Jr. szintén diftériába halt bele, csakúgy mint anyja. Így kamaszkorában anyai nagyanyja, Mary Ludlow Hall nevelte.
1902-ben találkozott a Harvardon hallgató Franklin D. Roosevelttel, távoli rokonával. 1905. március 17-én házasodtak össze, Eleanort Theodore Roosevelt kísérte az oltár elé.

## Fordítás
- Ez a szócikk részben vagy egészben  az   Eleanor Roosevelt című angol Wikipédia-szócikk fordításán alapul.  Az eredeti cikk szerkesztőit annak laptörténete sorolja fel. Ez a jelzés csupán a megfogalmazás eredetét és a szerzői jogokat jelzi, nem szolgál a cikkben szereplő információk forrásmegjelöléseként.

| Előző Catherine Smith | New York first ladyje 1929–1932                                              | Következő Edith Lehman  |
| Előző Lou Hoover      | Az Amerikai Egyesült Államok first ladyje 1933–1945                          | Következő Bess Truman   |
| Előző új pozíció      | Az Egyesült Nemzetek Szervezetének Ember Jogi Bizottságának elnöke 1946–1951 | Következő Charles Malik |